# مکلیود (مونتانا)
مکلیود (به انگلیسی: McLeod) یک منطقهٔ مسکونی در ایالات متحده آمریکا است که در شهرستان اسویت گرس، مونتانا واقع شده‌است. مکلیود ۱٬۴۶۳٫۹۷ متر بالاتر از سطح دریا واقع شده‌است.